# Mercury-Atlas 6
Mercury-Atlas 6 (MA-6) s kabinou pojmenovanou Friendship 7 byla třetí pilotovaná kosmická loď USA z programu Mercury od agentury NASA, první americká na orbitální dráze Země. Je katalogizována v COSPAR jako 1962-003A.

## Posádka
- John Glenn (2)

V závorkách je uvedený dosavadní počet letů do vesmíru včetně této mise.

### Záložní posádka
- Scott Carpenter (0)

V závorkách je uvedený dosavadní počet letů do vesmíru. 

## Parametry mise
- Hmotnost: 1352 kg
- Perigeum: 159 km
- Apogeum: 265 km
- Orbitální inklinace: 32,5 °
- Doba oběhu: 88,5 minut
- Nosná raketa: Atlas

## Start

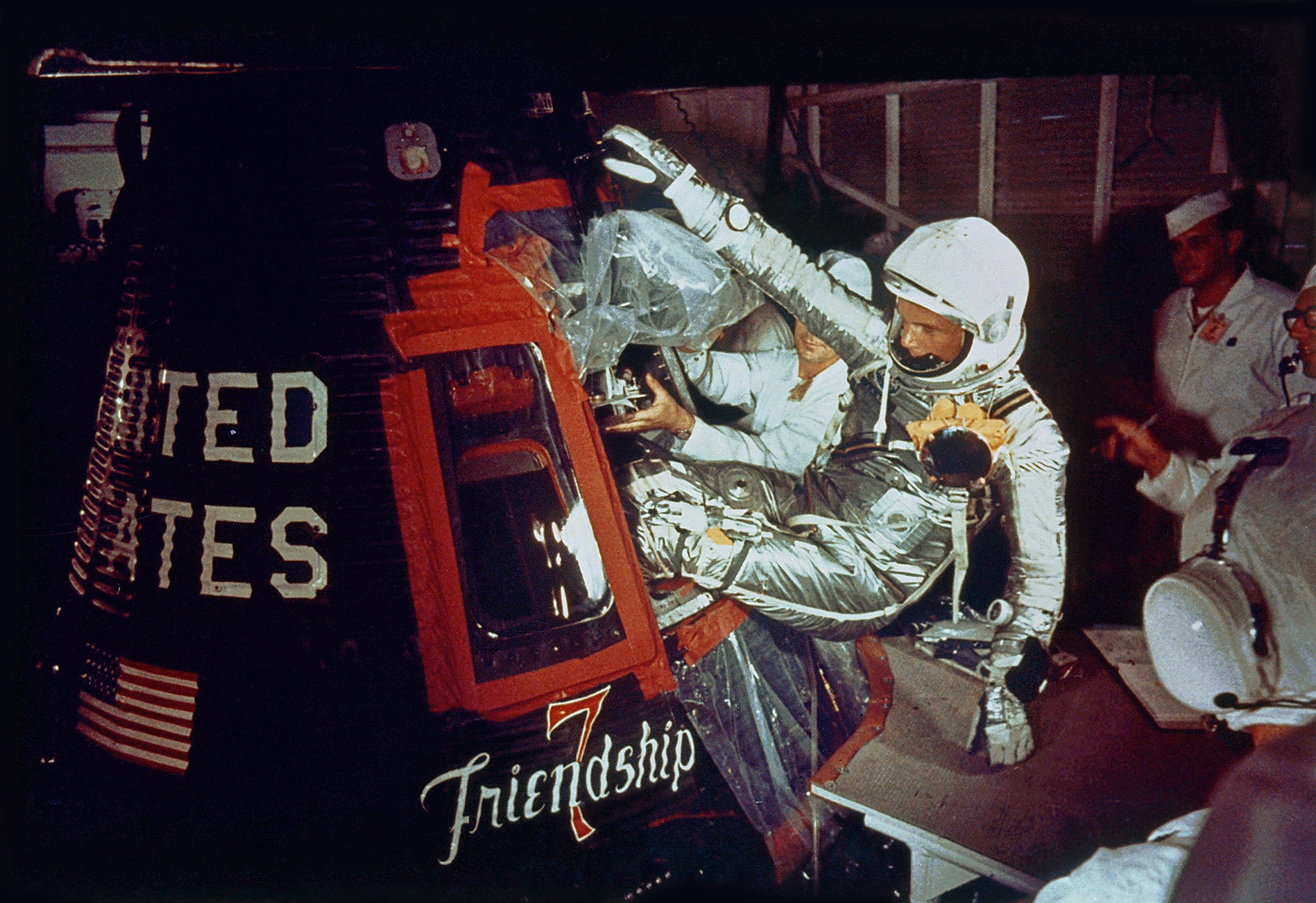
John Glenn nastupující do kabiny FriendShip 7

Kosmická loď Mercury s kabinou a volacím znakem Friendship 7 odstartovala po mnoha odkladech díky nosné raketě Atlas ze startovací rampy LC-14 na vojenské základně Cape Canaveral 20. února 1962. Na její palubě byl 40letý Američan plukovník John Glenn.
Protože absolvoval let po orbitální dráze, kdežto jeho američtí předchůdci Alan Shepard a Virgil Grissom jen lety balistické, je Glenn považován za skutečně prvního amerického kosmonauta, třetího ve světě.

## Průběh letu
Na oběžné dráze signalizovaly snímače celou řadu poruch a po poruše automatiky musel Glenn přejít již při druhém obletu na náročné ruční řízení. Proto nemohl plnit ostatní plánované úkoly, např. fotografovat, pozorovat. Pouze si všiml tzv. světlušek, tedy poletujících prachových částic kolem lodě. Teplota na palubě přesahovala 41 stupňů. Pak odstartoval brzdící motory a zahájil přistávací manévr, během něhož došlo k prudkému nárůstu teploty i v lodi. Kvůli signalizovanému poškození ochranného krytu nebyly totiž na pokyn řídícího střediska odstraněny lany přichycené obaly raket, aby byl štít udržen na svém místě. Tím se však letové parametry změnily. Hořící kusy zbytků obalů raket odletovaly od kabiny, štít však vydržel.
Kabina lodě přistála na padáku na hladině Atlantského oceánu 350 km od ostrova San Juan a byla vylovena jednou z čekajících lodí USS Noa. Kosmická loď absolvovala na orbitě během necelých pěti hodin tři oblety planety. Astronaut byl za své mistrovské ovládání lodě brzy po přistání povýšen a stal se národním hrdinou.